# Gobuk-myeon
Gobuk-myeon (koreanska: 고북면) är en socken i Sydkorea.  Den ligger i kommunen Seosan och provinsen Södra Chungcheong, i den västra delen av landet, 110 km söder om huvudstaden Seoul.